# Leucemia megacarioblastica acuta
La leucemia megacarioblastica acuta è una rara forma di leucemia mieloide acuta, della quale costituisce il 5% delle diagnosi. Colpisce i megacariociti, i percusori dei trombociti.

## Epidemiologia
È una malattia rara nella popolazione sana; è più frequente nelle persone con sindrome di Down, tra le quali è la più comune forma di leucemia nei bambini. 

## Trattamento
La terapia si basa sulla chemioterapia e il trapianto ematopoietico.
Si stanno mettendo a punto terapie per aumentare la sopravvivenza in questa patologia.

## Prognosi
La prognosi è variabile, la sopravvivenza con la Sindrome di Down supera il 90%, mentre nel resto degli individui è piuttosto scarsa ed è di circa il 40-50%.